# Mäster Olof

Ivar Nilsson som Olaus Petri i Mäster Olof, Dramatiska teatern 1908

Mäster Olof är en pjäs i fem akter av August Strindberg. Strindberg färdigställde en första version av pjäsen 1872, men kom under 1870-talet att omarbeta den i flera omgångar. Det historiska dramats huvudperson är den svenske reformatorn Olaus Petri, och handlingen är förlagd till 1520-talet och koncentreras kring några väl valda scener i Mäster Olofs kamp om att förnya det gamla. 
Mäster Olof kan räknas till ett av den svenska litteraturens mest analyserade verk. Man kan utgå ifrån att författaren i Olaus Petri – en ung man som kämpar för förnyelse mot en oförstående omgivning – såg en själsfrände.

## Handling
Skådespelet handlar om reformatorn Olaus Petri, hur han utmanar de katolska biskoparna, hur han blir Gustav Vasas predikant, och hur han sedermera börjar stämpla mot kungen. Senare gör han avbön och räddar därmed sitt eget liv. Slutrepliken i prosaupplagan är utropet från den dödsdömde Gert Bokpräntare till Mäster Olof, det bevingade ordet "Avfälling!"

## Stil och teman
Ett utmärkande drag är den fördjupade personteckningen, som stod i direkt konflikt med dåtidens idealistiska normer. Även om Strindberg i detta influerades av Shakespeare innebar den psykologiska realismen, den komplexitet som rollfigurerna uppvisar, något nytt – inte bara för Strindberg, utan för svensk dramatik över huvud taget.
Pjäsen betecknar ett genombrott i svensk dramatik. Här används för första gången ett alltigenom naturligt, rakt på sak gående talspråk i dialogen i stället för det dittills vanliga frasrika grannlåtsspråket med en massa bisatser. Strindberg använder också med konstnärlig kraft språket i karaktärsteckningens tjänst genom att låta replikerna få sin färg efter vars och ens individualitet.

## Historik
Strindberg började skriva på dramat sommaren 1872, men till följd av de svårigheter han hade att få pjäsen accepterad tvingades författaren vara sysselsatt med verket under en stor del av 1870-talet. Skådespelet föreligger i flera olika versioner; i Göteborgs universitetsbibliotek förvaras inte mindre än sex olika originalmanuskript. Strindbergsforskningen talar om tre huvudversioner av verket: ”Prosaupplagan”, ”Mellandramat” och ”Versupplagan”.
När Strindberg skrivit klart den första versionen (Prosaversionen) sommaren 1872 lämnade han omgående in den till Dramatiska teatern i Stockholm, men fick stycket refuserat. Året därpå lämnade han in samma version till Svenska Akademiens pristävling, men utan framgång.
1874 gjorde Strindberg en omarbetning av dramat, det så kallade Mellandramat. Inte heller denna, koncentrerade version, rönte någon framgång utan refuserades av Nya teatern på Blasieholmen.
1875–76 skriver så Strindberg en tredje version, den så kallade Versupplagan. Gustav Vasa, som haft en framträdande roll i de båda tidigare versionerna av dramat, förekommer inte i Versupplagan. Det är denna version av Mäster Olof som först blir publicerad då den under våren 1878 kommer ut i bokform. Originalupplagan av Mäster Olof trycktes i 600 exemplar och kostade 3 kronor och är idag mycket sällsynt (I Rune Zetterlunds Strindbergsbibliografi har den beteckningen I:9). 
1881 gav Adolf Bonnier ut Prosaversionen: ”Mäster Olof – skådespel i fem akter. Tryckt efter första manuskriptet 1872”. (Zetterlund I:16)
Skådespelet hade premiär på Nya teatern i Stockholm den 30 december 1881, klockan 19.00–23.30. Titelrollen som Mäster Olof spelades av William Engelbrecht.

## Rollfigurer
- Mäster Olof (Olaus Petri)
- Gert Bokpräntare
- Gustav Eriksson Vasa
- Hans Brask i Linköping
- Måns Sommar i Strängnäs
- Lars Siggesson, riksmarsk
- Laurentius Andreae
- Laurentius Petri
- Hans Vindrank, skeppare. Se Krutkonspirationen 1536
- Smålänning
- Tysk
- Dansk
- Mårten (svartbroder) I originalutgåvan finns det en klammer runt både Mårten och Nils som det står "svartbröder." bakom
- Nils (svartbroder)
- Värdshusvärd
- Likdräng
- Scholaris 1
- Scholaris 2
- Kyrkvaktaren
- Betjänten
- Arbetsfogden
- Borgaren
- Fru Kristina, Olofs moder
- Adelsman
- Kristina, Gerts dotter
- Skökan
- Borgarkvinnan
- Kyrkvaktarens hustru
- Bipersoner.[3]